# 올리버 웬들 홈스 주니어
올리버 웬들 홈스(Oliver Wendell Holmes, 1841년 3월 8일 ~ 1935년 3월 6일)는 미국의 법학자, 대법관이다. 종종 미국의 가장 위대한 법사상가로 꼽힌다. 1902년부터 1932년까지 미국 연방 대법원의 대법관을 역임했다. 대법관으로 활동하는 동안 간결하고 함축된 의견과 선출된 입법기관의 결정에 대한 존중으로 유명하며, 역사상 가장 많이 인용되는 대법관이기도 하다. 특히 명백 현존 위험에 대한 판결은 미국 영미법 판결 사상 가장 영향력있는 판결이다. 홈스는 90살의 나이로 역사상 가장 나이든 대법관으로 은퇴하였다. 또한 그는 매사추세츠 대법원의 대법관으로 일하였으며 하버드 로스쿨에서 교수를 역임하기도 했다.
뉴딜 시대에 일반적으로 보수적인 법관 속에 있으면서 자주 진보적인 소수 의견을 진술하여 미국의 법 및 법학의 발달에 기여하였다. 또 자유주의자로서 기본적 인권의 옹호에 노력하고 ‘명백하고도 합리적인 위험이 현존’하지 않는 한, 언론의 자유를 제한하는 것에 반대하였다. 프래그머티즘의 입장에서 구래(舊來)의 자연법사상을 타파하여 리얼리즘에의 길을 열었다.
잘 알려져 있지는 않지만 1927년 캐리 벅 사건(Justice Oliver Wendell Holmes, Buck v. Bell, 274 U.S. 200 (1927))에서 버지니아주 단종법이 다수의 안전과 복지를 추구한다는 헌법 정신에 어긋나지 않는다며 원고(캐리 벅) 패소 판결을 내려 미국의 단종법이 확산되는데 일조한 흑역사도 가지고 있다. 당시 대법관이었던 홈스 주니어는 판결 내용에서 "범죄 때문에 타락한 후손들을 처형하거나 그들의 저능함 때문에 굶주리게 하는 대신 명백히 부적자인 이들이 대를 잇지 않도록 사회가 막는 것이 세상을 위해 더 유익한 일이다."라고 하였다. 이 판결은 미국 역사상 최악의 판결 중 하나로 기록된다.

## 주요저서
- Holmes, Oliver Wendell, "The Common Law", 1891.

## 참고 문헌
- 앨버트 앨슐러 지음, 최봉철 옮김, 『미국법의 사이비 영웅 홈즈 평전』, 청림출판, 2008.
- 최종고, 올리버 W.홈즈(법학교양총서 12), 교육과학사, 1992. ISBN 2-00-055400395-1